# Charles Kushner
Charles Kushner, född 16 maj 1954 i New Jersey, USA, är en amerikansk fastighetsmogul och tidigare advokat som har nominerats av Donald Trump som USA:s nästa ambassadör i Paris. Denna nominering har väckt uppmärksamhet till följd av Kushners brottsliga förflutna.
År 2005 dömdes Kushner till två års fängelse för skattebrott, övergrepp i rättssak och brott mot finansieringsreglerna för politiska partier. Åtalet för övergrepp i rättssak gällde en händelse där Charles Kushner anlitat en prostituerad som fick i uppdrag att förföra hans svåger och spela in en samlagsvideo som Kushner senare skickade till sin syster som hämnd för att hon och svågern samarbetat med åklagaren under förundersökningen om mogulens övriga brottslighet. Åklagare i målet var Chris Christie, som konstaterade att Charles Kushner begått "ett av de mest avskyvärda, äckliga brott" som han någonsin åtalat någon för.
Charles Kushners son Jared Kushner är svärson till president Donald Trump. I slutet av 2016 beräknades Kushner och hans familj ha en nettoförmögenhet på 1,8 miljarder dollar.

## Uppväxt och utbildning
Charles Kushner föddes den 16 maj 1954 som son till de judiska förintelseöverlevarna Joseph Berkowitz och Rae Kushner, som utvandrat från Sovjetunionen 1949. Vid födseln hette han Chanan, ett namn som han fått efter en morbror som dog i ett koncentrationsläger under Förintelsen. Kushner växte upp i Elizabeth, New Jersey, med sin äldre bror Murray Kushner och syster Esther Schulder. Hans far arbetade som byggnadsarbetare, byggare och fastighetsinvesterare. Kushner tog universitetsexamen 1979.

## Familj
Charles Kushners son Jared Kushner är Ivanka Trumps make och svärson till president Donald Trump. I Trumps första administration tjänstgjorde Kushner som "senior rådgivare" mellan 2017 och 2021.
I sin bok Too much and Never Enough skrev president Trumps systerdotter Mary L. Trump att Charles Kushner hade hållit ett tal där han hävdade att Ivanka Trump egentligen "inte var värdig" att inkluderas i hans släkt, eftersom hon inte hade judiskt påbrå, men att han till sist ändå hade valt att acceptera henne som en del av familjen. Mary Trump fann mogulens tal om värdighet "en smula förhävet" med tanke på hans egen bakgrund som dömd för brott med familje- och sexualanknytning.
Charles Kushner har tre andra barn, inklusive Joshua Kushner, och är svärfar till Karlie Kloss.

## Karriär

### Företagande
1985 började Kushner förvalta sin fars portfölj av 4.000 lägenheter i New Jersey. Han grundade Kushner Companies – med huvudkontor i New Jersey – och blev dess styrelseordförande. 1999 vann han Ernst & Young New Jersey Entrepreneur of the Year Award. Vid den tiden hade Kushner Companies vuxit till att omfatta mer än 10 000 bostadslägenheter, en verksamhet för husbyggnation, kommersiella och industriella fastigheter samt en sparbank.

### Kriminalitet
Den 30 juni 2004 dömdes Kushner till 508 900 dollar i böter av den federala valkommissionen för att ha överfört pengar från sina företag till demokratiska politiska kandidater utan tillstånd att göra det. År 2005 inleddes en förundersökning av den amerikanske åklagaren Chris Christie som slutade med ett strafföreläggande enligt vilket Kushner erkände sig skyldig till 18 fall av olaglig partifinansiering, skattebrott och övergrepp i rättssak.
Anklagelsen om övergrepp i rättssak gällde Kushners vedergällning mot William Schulder, som var gift med hans syster och hade samarbetat med federala utredare mot Kushner under åtalet mot honom för de andra brotten. För att hämnas hade Kushner anlitat en prostituerad som skulle förföra svågern och spela in ett samlag mellan dem. Videobandet skickade Kushner sedan till sin syster.
Kushner dömdes till två års fängelse och avtjänade 14 månader i en federal fängelseanläggning i Alabama  innan han skickades till en öppenvårdsinrättning i New Jersey där han avtjänade sitt straff. Han släpptes från fängelset den 25 augusti 2006.
Som en dömd brottsling blev Charles Kushner också utesluten ur advokatsamfunden i New Jersey, New York och Pennsylvania.
Charles Kushners tillvaro ljusnade rejält efter att hans sons svärfar Donald Trump blev president i USA och valde att använda sina presidentbefogenheter för att benåda Kushner. Benådningen kritiserades brett som ett omotiverat nådebeslut "utan moralisk tyngd".
Republikanen Chris Christie, som var ordförande för Donald Trumps första övergångsteam, var åklagare i målet där Kushner dömdes och kommenterade även brottsligheten i media i samband med etableringen av övergångsteamet.

### Fastighetskarriär i New York

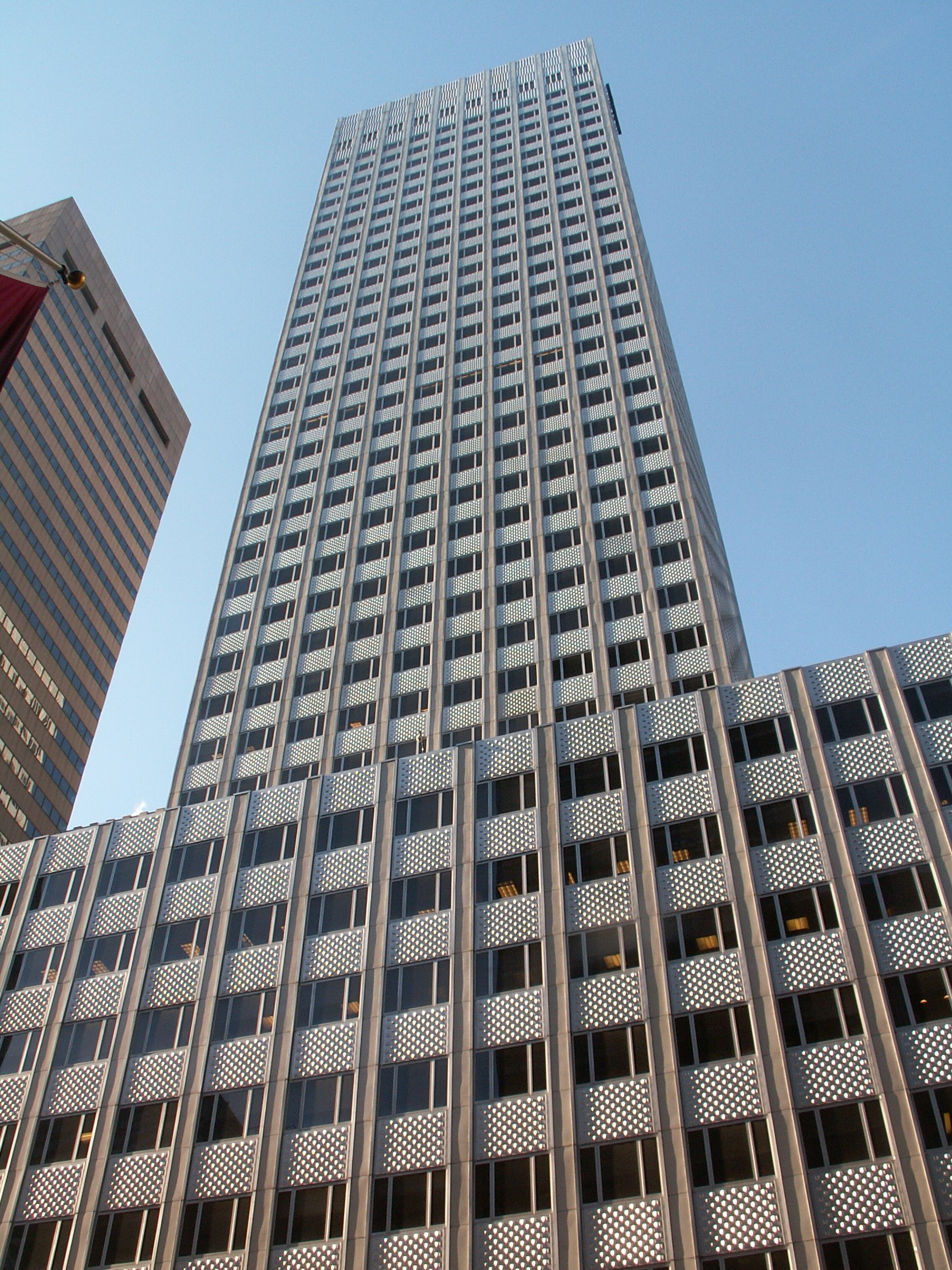
Kushner Companies köpte 666 Fifth Avenue år 2007 för 1,8 miljarder dollar, vilket vid den tiden var det dyraste enskilda fastighetsköpet i USA:s historia.

Efter att ha släppts från fängelset flyttade Kushner sin affärsverksamhet från New Jersey till New York. I början av 2007 köpte han byggnaden 666 Fifth Avenue på Manhattan för 1,8 miljarder dollar. Det var vid den här tiden det högsta priset som någonsin betalats för en kontorsbyggnad på Manhattan. Affären var mycket belånad och kom senare att bli ekonomiskt problematisk, särskilt efter finanskrisen 2008 I augusti 2018 tecknade Brookfield Properties ett 99-årigt hyresavtal för fastigheten mot en betalning på 1,286 miljarder dollar, och tog därmed i praktiken full kontroll över byggnaden under lång tid framöver.
I verksamheten har han bland annat anställt två medfångar som han blev bekant med i fängelset.

### Välgörenhet och filantropi
Charles Kushner har även ägnat sig åt välgörenhet. År 1998 bokade han exempelvis ett personligt möte med Harvarduniversitetets rektor och donerade därpå 2,5 miljoner dollar till Harvard. Hans son, Jared Kushner, hade vid den här tiden problem med betygen i gymnasiet och nådde inte de resultat på högskoleprovet som skulle ha krävts för att antas till Harvard eller något annat Ivy League-universitet. Jared Kushner kom emellertid ändå att antas till Harvard året efter att pengarna hade betalts ut.
Före 2016 var Kushner en givare till det Demokratiska partiet. Han satt i styrelsen för bland annat USA:s rabbinkollegium och Förenade judiska samfunden. Han bidrog till finansieringen av två skolor, Joseph Kushners hebreiska akademi och Rae Kushners judiska högstadieskola, som båda uppkallats efter hans föräldrar. Kushnerhallen är en byggnad som är uppkallad efter honom på Hofstras universitetsområde. Campuset vid Jerusalems Shaare Zedek Medical Center heter "Seryl and Charles Kushner Campus" till följd av deras donation på 20 miljoner dollar.
I augusti 2015 bytte Kushner politisk inriktning och donerade 100 000 dollar till Donald Trumps Make America Great Again PAC. 2023 var han en av de största givarna bakom Donald Trumps så kallade Super-PAC och gav totalt 1 miljon dollar till kampanjen.

### Ambassadör i Frankrike
Den 30 november 2024 meddelade Donald Trump, nu som tillträdande president, att han skulle nominera Kushner till ny ambassadör i Frankrike.